# Justin Kelly (Eishockeyspieler)
Justin Kelly (* 17. März 1981 in Abbotsford, British Columbia) ist ein ehemaliger kanadischer Eishockeyspieler, der bis Februar 2019 beim Deggendorfer SC in der DEL2 unter Vertrag stand.

## Karriere
Justin Kelly begann seine Karriere in der Saison 1997/98 bei den Spokane Chiefs in der Western Hockey League. Noch während dieser Saison wechselte er zum Ligakonkurrenten Prince Albert Raiders. Während der Folgesaison wechselte er nach 30 Spielen zu den Saskatoon Blades, für die er bis 2002 spielte.
Zur Saison 2002/03 ging Kelly für ein Jahr nach Schweden zum IF Troja-Ljungby. Für die Zeit zwischen 2003 und 2006 kehrte Kelly zurück nach Nordamerika, wo für die Lowell Lock Monsters, Las Vegas Wranglers, Springfield Falcons und Johnstown Chiefs in drei verschiedenen Ligen spielte. Dabei kam er unter anderem auf 34 Einsätze für die Lowell Lock Monsters in der American Hockey League.
In der Spielzeit 2006/07 wechselte Kelly ein zweites Mal nach Europa. Während des ersten Jahrs stand er hier für den EHC Olten, EHC Linz und HC Pustertal in drei europäischen Ligen auf dem Eis. Von 2007 bis 2010 spielte er für den SC Bietigheim-Bissingen in der 2. Eishockey-Bundesliga, gewann 2009 mit den Steelers den Meistertitel und erhielt 2009/10 die Auszeichnung als Spieler des Jahres. Anschließend wechselte er zur Saison 2010/11 zu den Krefeld Pinguinen in die Deutsche Eishockey Liga und unterschrieb dort einen Einjahresvertrag, bevor er ein Jahr später bei den DEG Metro Stars einen Vertrag für die Saison 2011/12 erhielt.
Die Saison 2012/13 verbrachte Kelly in Schweden und erzielte in 46 Einsätzen für den Zweitligaklub IF Troja-Ljungby 21 Treffer. Es folgte die Rückkehr in die zweite deutsche Liga: 54 Spiele und 32 Tore (90 Punkte) lautete seine Bilanz der Saison 2013/14, die er bei den Ravensburg Towerstars in der DEL2 verbrachte. Zur Saison 2014/15 kehrte Kelly zu den Bietigheim Steelers zurück. Auch in der folgenden Spielzeit (2015/16) blieb der Kanadier den Steelers treu, war bester Scorer der Liga (34 Tore, 51 Vorlagen) und wurde zum zweiten Mal nach 2009/10 als Spieler des Jahres der zweithöchsten deutschen Spielklasse ausgezeichnet.
Im Februar 2019 musste Kelly im Alter von 37 Jahren seine Karriere aus gesundheitlichen Gründen beenden. Am 21. Oktober 2018 spielte er für seinen letzten Verein Deggendorfer SC auswärts in Kaufbeuren und zog sich eine schwere Gehirnerschütterung zu, die ihn schließlich zwang seine Karriere zu beenden.

## Erfolge und Auszeichnungen
| - 2004 Teilnahme am ECHL All-Star Game - 2009 Zweitliga-Meister der 2. Bundesliga mit dem SC Bietigheim-Bissingen - 2009 Bester Torschütze der 2.-Bundesliga-Playoffs (gemeinsam mit Alexander Serikow) - 2009 Bester Center der 2. Bundesliga - 2010 Topscorer der 2.-Bundesliga Hauptrunde (gemeinsam mit Jordan Webb) - 2010 Spieler des Jahres der 2. Bundesliga | - 2010 Bester Center der 2. Bundesliga - 2015 DEL2-Meister mit den Bietigheim Steelers - 2016 Topscorer in der DEL2-Hauptrunde - 2016 Spieler des Jahres der DEL2 - 2018 DEL2-Meister mit den Bietigheim Steelers - 2018 Topscorer der DEL2-Playoffs |